# 福星里 (臺北市)
福星里是台北市萬華區西門次分區轄下的一個里。面積0.1840平方公里，下轄20鄰。截至2023年2月止共有人口5,190人。

## 邊界
福星里是萬華區的狹地，西側為新北市三重區，北側為大同區，東側為中正區，南側為萬壽里。

## 公共設施
- 萬華運動中心

## 古蹟
- 慈雲寺[4]